# Çetinkaya Türk SK
Maillots
Le Çetinkaya Türk Spor Kulübü (en grec moderne : Τσετίνκαγια Τϋρκ Σπορ Κυλϋβϋ), plus couramment abrégé en Çetinkaya Türk SK, est un club de football de Chypre du Nord fondé en 1930 et basé à Nicosie, la capitale de l'île.
Le club joue ses matchs à domicile au Stade Atatürk de Nicosie.

## Histoire
Fondé en 1930, le Çetinkaya Türk SK constitue l'un des membres fondateurs du championnat chypriote créé en 1934. 
C'est le seul club fondateur de la zone nord (les autres sont tous du sud). C'est également le seul club de Chypre du Nord à avoir remporté des compétitions chypriotes. 
Après la partition de Chypre en deux entités distinctes, il est l'un des clubs fondateurs du championnat de Chypre du Nord, créé en 1955.

## Palmarès
| - Championnat de Chypre (1) : - Champion : 1950-51. - Coupe de Chypre (2) : - Vainqueur : 1953-52 et 1953-54. - Finaliste : 1935-36 et 1952-53. |  | - Supercoupe de Chypre (3) : - Vainqueur : 1951, 1952 et 1954. |

| - Championnat de Chypre du Nord (14) : - Champion : 1957-58, 1959-60, 1960-61, 1961-62, 1969-70, 1996-97, 1997-98, 1999-00, 2001-02, 2003-04, 2004-05, 2006-07, 2011-12 et 2012-13. - Coupe de Chypre du Nord (17) : - Vainqueur : 1955-56, 1956-57, 1957-58, 1958-59, 1959-60, 1962-63, 1968-69, 1969-70, 1975-76, 1990-91, 1991-92, 1992-93, 1995-96, 1998-99, 2000-01, 2005-06 et 2010-11. - Finaliste : 1997-98. - Supercoupe de Chypre du Nord (9) : - Vainqueur : 1991, 1992, 1993, 1996, 1998, 2001, 2006, 2011 et 2012. - Finaliste : 1997, 1999, 2000 et 2013. |  | - Coupe du Dr Fazıl Küçük (5) : - Vainqueur : 1992, 1993, 1996, 1998 et 2000. - Finaliste : 1991, 1999 et 2001. - Başbakanlık Kupası : - Finaliste : 1990 et 1998. |

## Personnalités du club

### Présidents du club
- Ömer Arhun
- Asım Vehbi
- Ali Kösezade
- Süleyman Yemen

### Entraîneurs du club
- Turan Altay
- Derviş Kolcu